# Потапов Леонід Васильович
Леонід Васильович Потапов (4 липня 1935, село Уакіт, Баунтовський аймак, Бурят-Монгольська АРСР, РРФСР, СРСР — 12 листопада 2020, місто Улан-Уде, Республіка Бурятія, Російська Федерація) — радянський і російський державний і політичний діяч. Перший Президент Республіки Бурятія з 8 липня 1994 по 10 липня 2007 року Помічник керівника Адміністрації Президента Росії з 2007 по 2009 рік. Провідний науковий співробітник відділу регіональних соціально-економічних досліджень Бурятського наукового центру СВ РАН з 2009. Член ЦК КПРС у 1990—1991 роках. Народний депутат Російської РФСР (1990—1993). Член Ради Федерації Федеральних Зборів Російської Федерації (1993—2000). Кандидат економічних наук.

## Біографія
Народився 4 липня 1935 року в селі Уакіт Баунтовского аймака Бурят-Монгольської АРСР. Дитинство його пройшло в селі Аргада Курумканском району Бурятії. У 1959 році закінчив Хабаровський інститут інженерів залізничного транспорту за спеціальністю «інженер-механік».
З 1959 року працював на локомотиво-вагоноремонтному заводі в Улан-Уде: майстер цеху, інженер-технолог відділу, начальник випробувальної станції, заступник начальника, начальник цеху, з 1968 року — головний інженер заводу.
Член КПРС з 1964 року.
У 1965 році закінчив Іркутський інститут народного господарства за спеціальністю «економіст».
У 1976—1978 роках — завідувач відділу промисловості Бурятського обласного комітету КПРС.
У 1979 році захистив кандидатську дисертацію «Проблеми підвищення ефективності організації управління ремонтним виробництвом на залізничному транспорті».
У 1978—1987 роках — секретар Бурятського обласного комітету КПРС.
У 1987—1990 роках — голова виконавчого комітету Марийської обласної ради народних депутатів Туркменської РСР. З січня по квітень 1990 року — заступник голови Верховної Ради Туркменської РСР.
6 квітня 1990 — 23 серпня 1991 року — 1-й секретар Бурятського обласного (з червня 1990 року — республіканського) комітету КПРС (вибори проводилися на альтернативній основі). Одночасно до 1993 року — народний депутат РФ.
У жовтні 1991 року на сесії Верховної Ради Бурятської РСР був обраний головою Верховної Ради республіки, працював на цій посаді до обрання президентом Бурятії 1 липня 1994 року.
У грудні 1993 року обраний членом Ради Федерації РФ по Бурятському двохмандатному виборчому округу № 3, набравши 39,06 % голосів. Був членом Комітету з питань аграрної політики.
На всенародних виборах в 1994 здобув переконливу перемогу, ставши першим Президентом і одночасно Головою Уряду Республіки Бурятія.
З січня 1996 року знову входив до Ради Федерації РФ за посадою, був заступником голови Комітету з питань аграрної політики.
Другий раз виграв президентські вибори 21 червня 1998 року, обійшовши десятьох суперників і набравши 63,3 % голосів виборців, які брали участь у виборах. У грудні 2000 року склав повноваження в Раді Федерації РФ відповідно до закону про новий порядок формування верхньої палати російського парламенту. У тому ж році захистив докторську дисертацію на тему: «Саморозвиток економіки суб'єкта Федерації в умовах перехідного періоду». Доктор економічних наук.
23 червня 2002 року був обраний Президентом Республіки Бурятія на третій термін, здобувши перемогу вже в першому турі виборів і набравши понад 67 % голосів виборців, значно випередивши свого основного суперника — депутата Державної Думи Бато Семенова.
З 27 вересня 2005 по 30 березня 2006 — член президії Державної ради Російської Федерації.
Склав повноваження президента Бурятії в липні 2007 року.
C 20 вересня 2007 року Леонід Потапов приступив до виконання обов'язків помічника керівника Адміністрації Президента РФ.
У лютому 2008 року Леонід Потапов очолив Наглядову раду при Російсько-Туркменській діловій раді.
З 2009 року — провідний науковий співробітник Відділу регіональних економічних досліджень Бурятського наукового центру СВ РАН.
Помер 12 листопада 2020 року.

## Нагороди і звання
- орден «За заслуги перед Вітчизною» III ст. (Російська Федерація) (7.08.2007)
- орден «За заслуги перед Вітчизною» IV ст. (Російська Федерація) (11.05.1998)
- орден Дружби (Російська Федерація) (26.06.1995)
- орден Жовтневої Революції
- орден Трудового Червоного Прапора
- орден «Знак Пошани»
- медаль «За перетворення Нечорнозем'я РРФСР»
- медаль «За доблесну працю. В ознаменування 100-річчя з дня народження Володимира Ілліча Леніна» (1970)
- Почесний громадянин міста Улан-Уде
- Заслужений інженер Бурятської АРСР